# Edificios religiosos históricos de Badajoz
Las Iglesias históricas de Badajoz son iglesias intramuros en la ciudad de Badajoz. Hace siglos Badajoz llegó a tener hasta dieciséis conventos dentro de su recinto amurallado, número que se fue reduciendo, convirtiéndose los templos en parroquias debido a las desamortizaciones que España sufrió en el siglo XIX; el resto del terreno se convirtió en jardines, espacios públicos y paseos como el de "San Francisco" y los "Jardines de Castelar", muy unidos a la tradición social y cultural de la ciudad.
Las rutas históricas de Badajoz son recorridos en la ciudad de Badajoz y sus alrededores que permiten visitar sitios de importancia histórica, museos y monumentos. La Ruta de las Iglesias y Conventos permite la puesta en valor y difusión de este importante patrimonio histórico, artístico y cultural de la ciudad de Badajoz.

## Catedrales, Iglesias, Ermitas y Conventos

### Antigua Ermita de San José / Convento de las Adoratrices: Actual Convento de las Adoradoras (sigloXIIIen adelante)

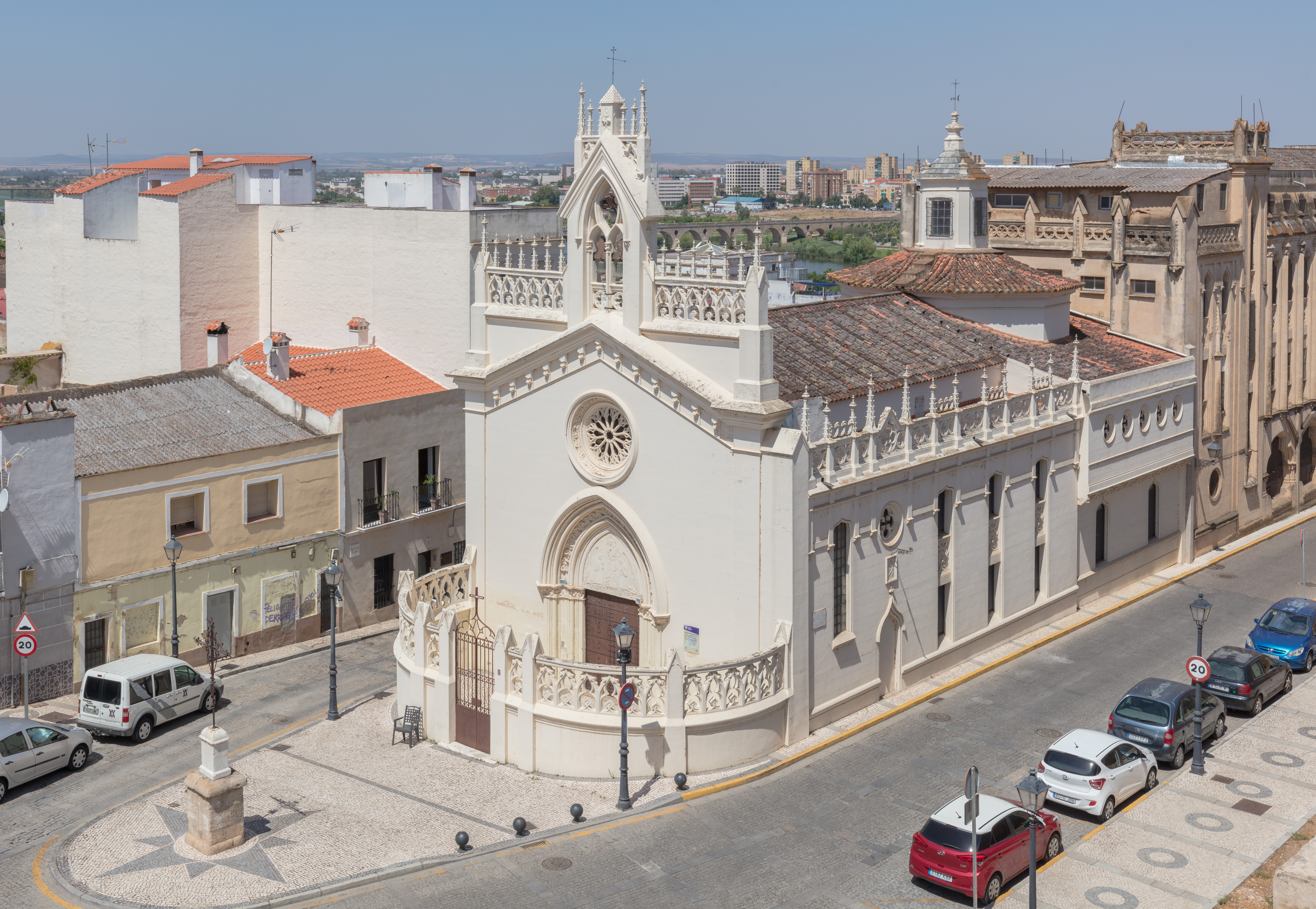
Convento de las Adoratrices (Actual Convento de las Adoradoras)

El Convento de las Adoratrices se construyó hacia 1919 sobre la antigua ermita de San José y está situado en la plaza cuyo nombre tomó del convento, junto a la Alcazaba árabe. La construcción de Convento de debe al ingeniero Francisco Franco Pineda y su estilo es neogótico. El retablo barroco del altar mayor está presidido por una escultura en madera de San José.
La iglesia tiene una única nave cubierta mediante una bóveda de cañón en sus seis tramos y el presbiterio está cubierto por una cúpula de media naranja. La portada principal tiene un gran arco apuntado y la fachada está rodeada por un atrio cerrado. En la parte interior del arco, sobre el portón de madera tiene un grupo de esculturas obra del artista pacense Julio Civilles. Sobre el arco hay un gran rosetón de celosía muy trabajado.
Esta iglesia-convento fue una idea del obispo Adolfo Pérez Muñóz, que escribió a la superiora general de las Adoratrices solicitándole una fundación de su orden en Badajoz. Entre 1914–1919 se gestó el convento, instalándose las ocho hermanas adoratrices el 6 de marzo de 1919. En enero de 1994 la congregación pacense sufrió una escisión; constituyéndose, entonces, lo que se llama una «comunidad homogénea» dentro de la Congregación Adoratriz con algunas diversidades que fueron aceptadas. Pero no todas las monjas aceptaron estos cambios, el nuevo estilo de vida y los nuevos reglamentos. Comenzó un trasvase de hermanas, unas se iban, otras llegaban y el proceso ha culminado, 22 años después, con la marcha de las Adoratrices de Badajoz, quedándose aquí la llamada «comunidad homogénea», a la que se han agregado jóvenes monjas de Perú y México para formar un nuevo instituto diocesano llamado 'Religiosas Adoradoras del Santísimo Sacramento y de la Trinidad', «oficial» desde el 3 de septiembre de 2015 y con casa en Badajoz y Perú.
San José tiene una gran importancia para Badajoz ya que fue su patrón al conmemorarse el día de su onomástica, el 19 de marzo, la conquista de Badajoz por el rey Alfonso IX de León en el año 1230.
En la Cofradía de San José, que data de 1550, se encuentran obras de artistas importantes como Hans de Bruselas y Jerónimo de Valencia

### Iglesia de San Agustín (siglos XVI-XVII)
La portada de la fachada principal, de estilo clasicista y construida en el siglo XVII, llama la atención por estar hecha con mármol blanco. Tiene a ambos lados columnas estriadas apoyadas sobre pódiums y rematada en la parte superior con una estatua de San Agustín.
También en la parte superior y a ambos lados, se distinguen escudos de la ciudad de Badajoz y del obispo agustino Fray Agustín Antolinez. Junto a la iglesia hay un claustro que es uno de los dos que se leventaron en el siglo XVII. El edificio se completa con una esbelta torre coronada por una cúpula. Hay ciertas teorías acerca de ella en el sentido de que podría haber sido el minarete de la antigua mezquita principal de Badajoz pero, a falta de hechos concluyentes, no deja de ser una teoría.
El interior de la iglesia es un de los más destacados de Badajoz y está compuesto de tres naves y un coro al mismo nivel que la iglesia. La gran nave central, de enorme belleza, tiene sus bóvedas acañonadas o de cañón y nervadas. El retable del altar mayor data del año 1818 y está presidido por una imagen de la Virgen con el niño Jesús fechada en el siglo XVI, así como el resto de los adornos que rematan el retablo en su parte superior.
Las paredes de las naves laterales están adornadas con pinturas al óleo firmadas por Antonio Lucenqui. El presbiterio está adornado por magníficos bustos de enterramiento como el del Marqués de Bay así como el de muchos personajes insignes de la época con sus escudos nobiliarios destacando el de Fernán Gómez de Solís, primer Duque de Badajoz. También es digno de mención el de D. Diego Suárez de Figueroa.
Al parecer, en ese lugar estuvo la Mezquita Mayor, que hubo en el exterior de la alcazaba.

### Antiguo Convento de San Agustín / Antiguo Cuartel de San Agustín (sigloXVII): Actual Iglesia de Santa María La Real
Posiblemente reciba su nombre de los Padres Agustinos, que en 1431 se establecieron en la antigua iglesia de San Lorenzo. Tras la expulsión de las Órdenes religiosas en 1820, continuó abierta al culto, hasta que en 1843 se le asignó como sede de la actual parroquia de «Santa María la Real».
El Antiguo Convento de San Agustín fue construido en el siglo XVII, junto a la Iglesia de San Agustín. Este convento fue exclaustrado en 1820, pasando a formar el Cuartel de San Agustín, y siendo ampliado con diferentes construcciones militares. En los años 80, durante el derribo de algunas de las construcciones, se derribó parcialmente el claustro más pequeño de los dos, quedando seriamente dañado. Solo se conserva parte de la galería perimetral abovedada en planta baja que lo define, formada por bóvedas vahídas apoyadas sobre pilares circulares de ladrillo macizo.
El claustro mayor, con entrada por la calle Regulares Marroquíes, albergó juzgados y el colegio San Pedro de Alcántara una vez perdido el uso militar. Desde hace 20 años está sin uso, y degradándose rápidamente. El aspecto más notable de este claustro son sus 24 columnas de mármol blanco, actualmente ocultas bajo el enlucido. Así mismo, es uno de los edificios históricos más grandes de la ciudad, al tener más de 2000 m².
Al parecer, en el lugar donde se encuentra la actual Iglesia de San Agustín (Santa María La Real), estuvo la Mezquita Mayor, que hubo en el exterior de la alcazaba.

### Ermita de La Soledad (siglos XVII-XX)

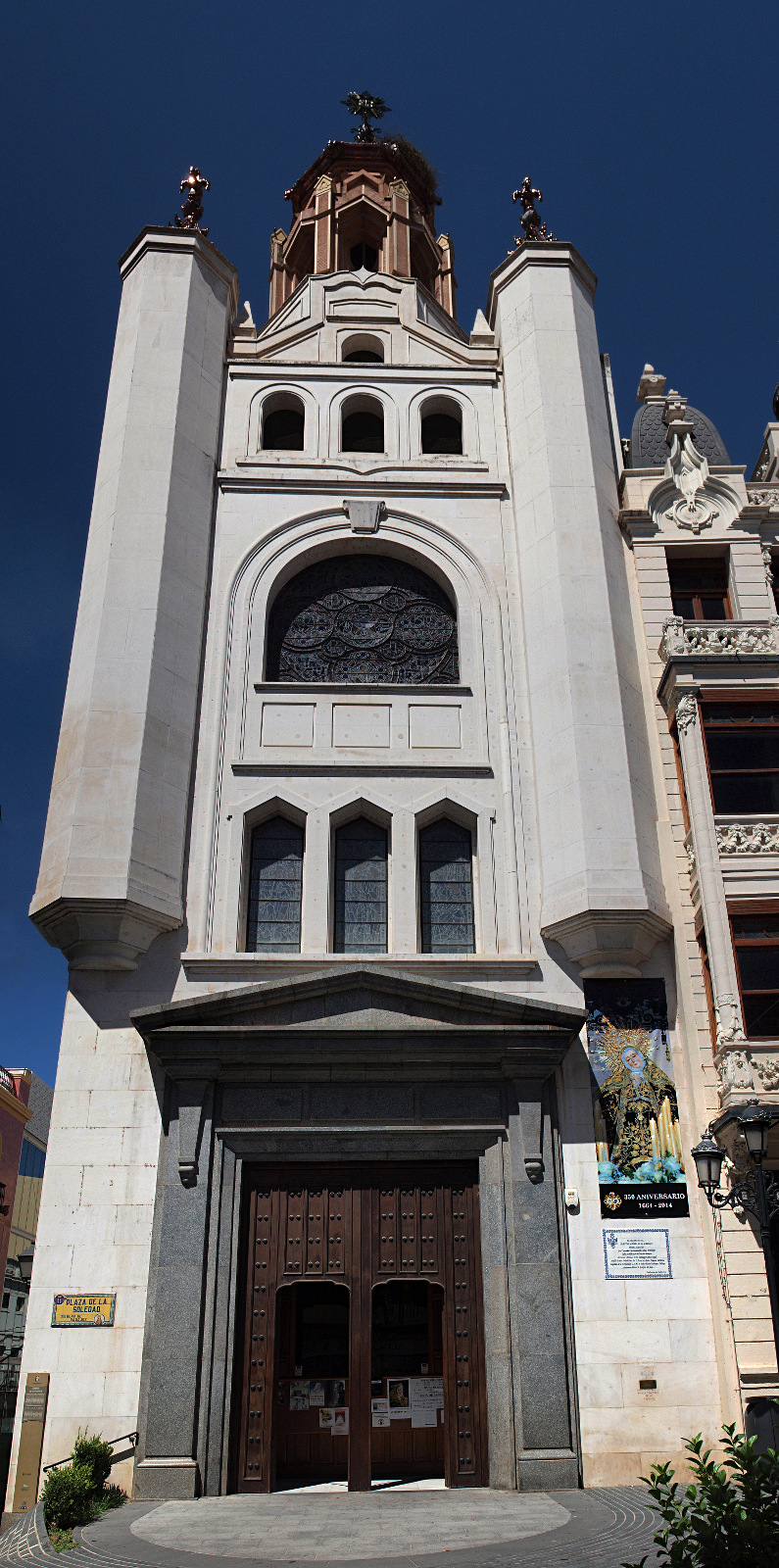
Iglesia de la Soledad.

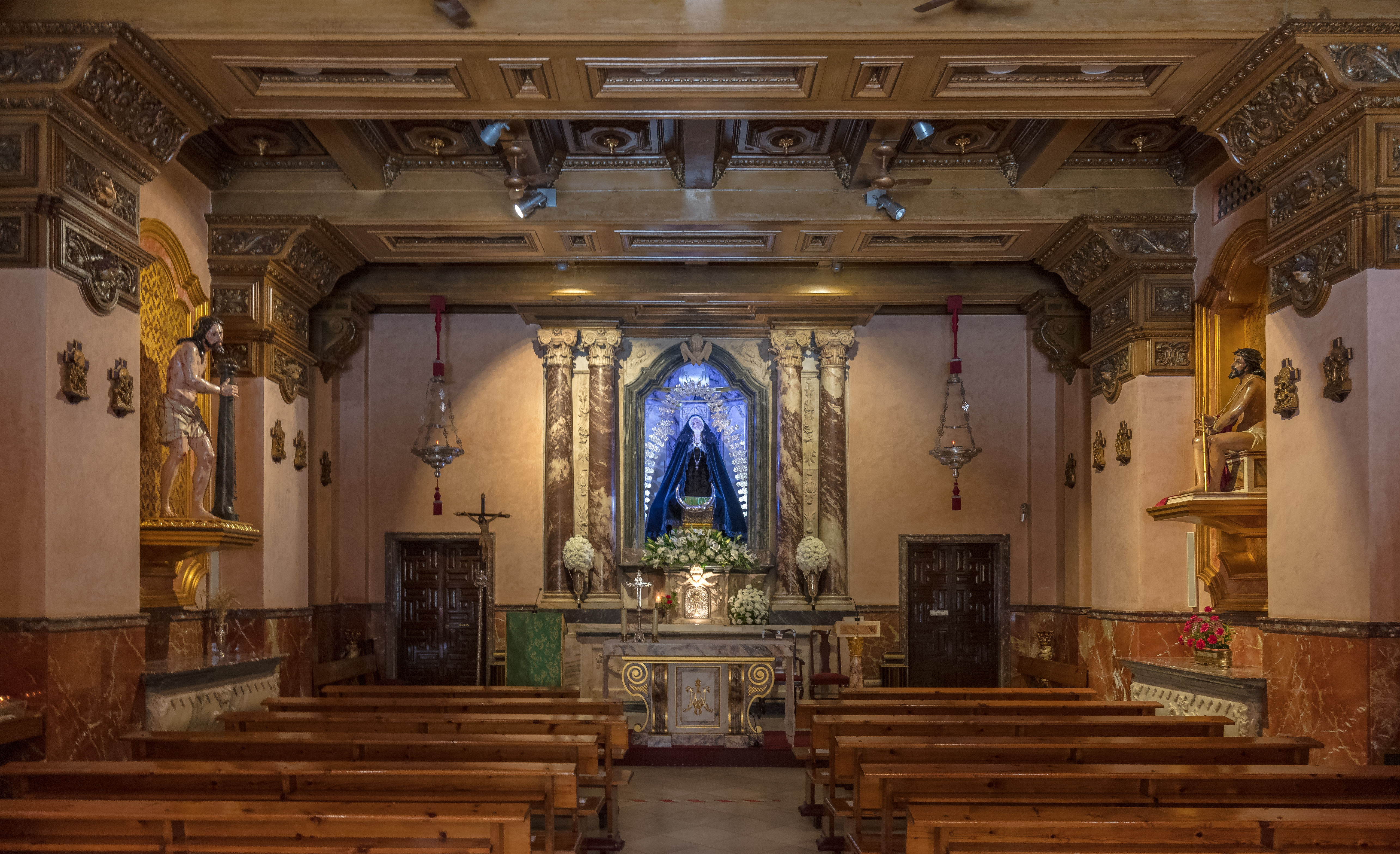
Interior de la iglesia de la Soledad.

Esta ermita se construyó en dos épocas diferentes. La primera se construyó en el año 1664 y fue su promotor Francisco de Tutaville y de Tufo, Duque de San Germán y Capitán General de Extremadura, para albergar la bella imagen de la Virgen de la Soledad que el propio duque encargó en 1660 a un escultor napolitano.
La ermita dio nombre a la plaza adjunta y estaba situada en los terrenos adjuntos que hoy ocupa el edificio de La Giralda de Badajoz pero debido a los irreparables daños que sufrió en la Guerra de la Independencia hubo que derruirla para construir un nuevo templo durante el primer tercio del siglo XX en el lugar donde se encuentra actualmente. Se conservó la fachada marmórea labrada y una imagen de la Virgen que en la actualidad se encuentra en el denominado "Parque Infantil", a modo de oratorio público.
La inauguración de la nueva ermita tuvo lugar el día 17 de julio de 1935. En ese día se llevó a la imagen de la Virgen de la Soledad, que estaba guardada en la Catedral, en procesión hasta su nuevo templo. Desde entonces esta ermita es un referente religioso y de oración continua para la sociedad pacense ya que la Virgen es la Patrona de Badajoz, máxime si se tiene en cuenta que la puerta exterior tiene dos grandes ventanales acristalados de forma que quien por allí circule o quiera visitar a la Virgen a cualquier hora, puede verla perfectamente desde el exterior aunque el templo estuviese cerrado.
Su interior tiene dos plantas: en la inferior, más antigua y adornada, preside el altar mayor la imagen de la Virgen de la Soledad que es una Madonna italiana del siglo XVII. El techo plano está artesonado. La parte superior, también de gran belleza, fue costeada por la familia Olleros y su decoración es de estilo bizantino siendo una réplica del salón del trono del rey Luis II, el loco de Baviera.

### Real Monasterio y Convento de Santa Ana (sigloXVI)

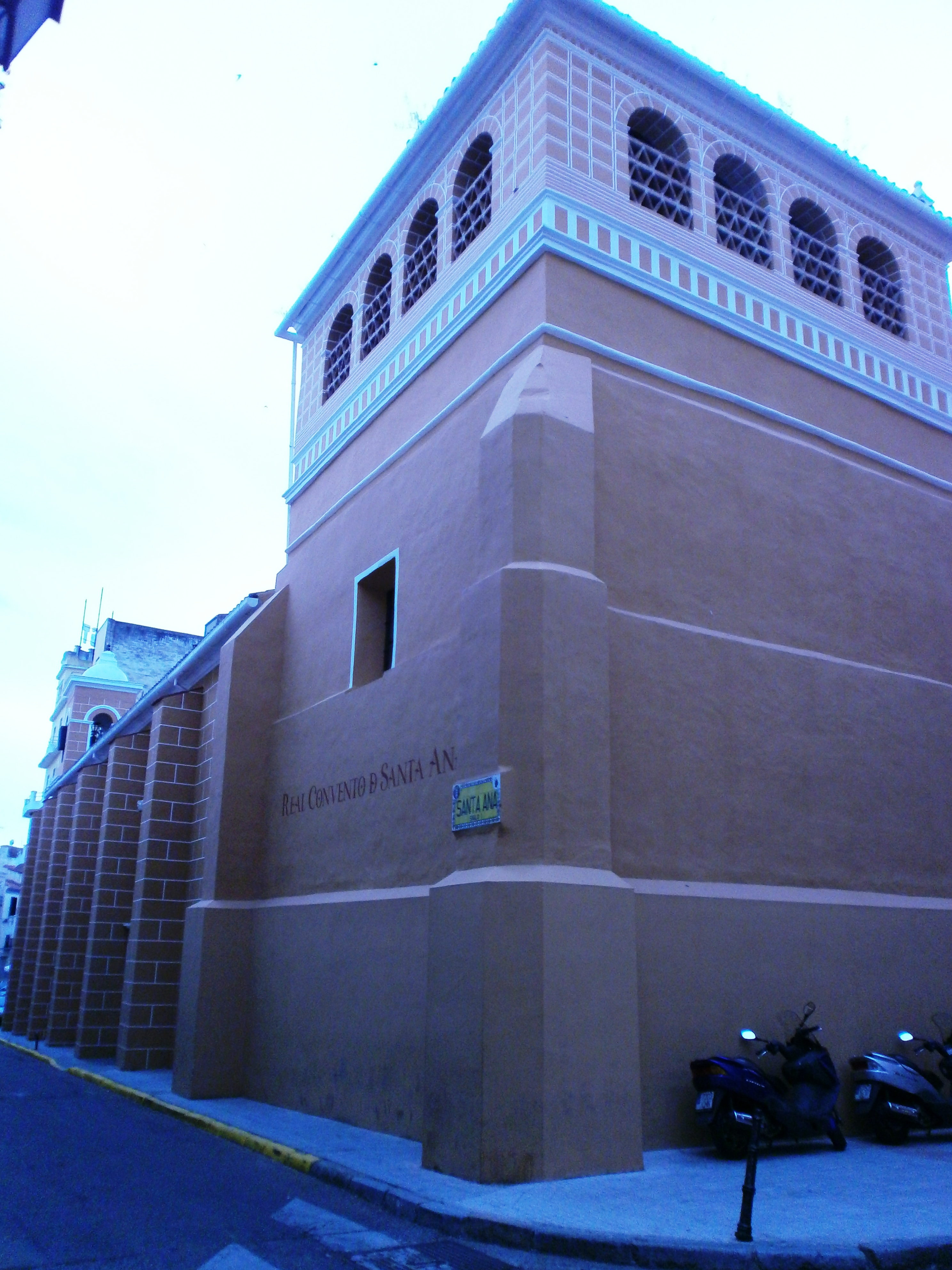
Convento Santa Ana visto desde la ermita de la Soledad

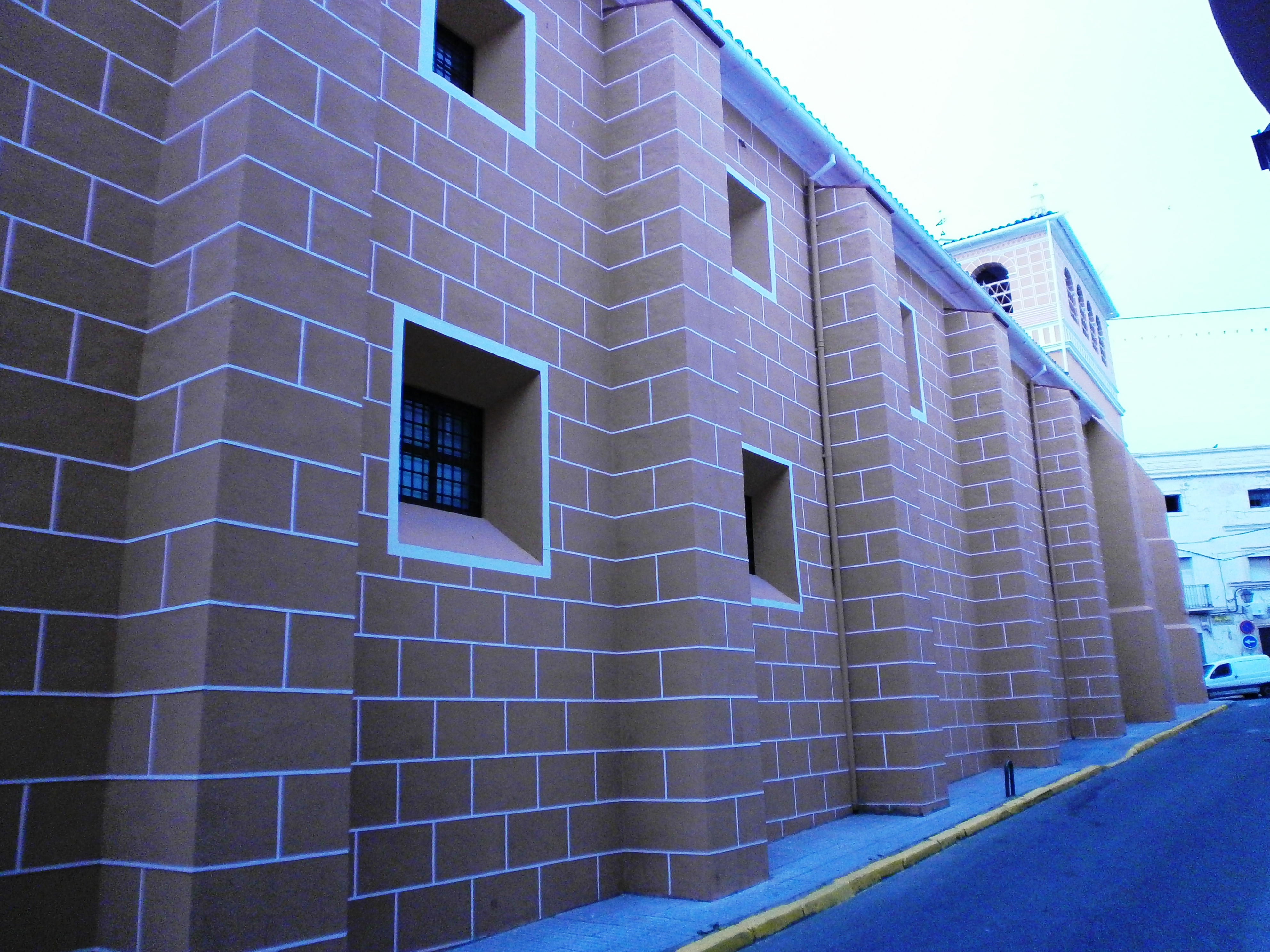
Convento Santa Ana visto desde zona inferior

Fue fundado en 1518 por Leonor Laso de la Vega y Figueroa de la familia de los Duques de Feria familia pacense de noble abolengo entre los que se encuentra un miembro destacado por sus servicios a los Reyes Católicos como embajador de España en Italia: se trata de Lorenzo Suárez de Figueroa cuya lauda sepulcral se conserva en la Catedral de Badajoz.
En el monasterio ocurrieron una serie de hechos de trascendencia histórica siendo el de más importancia la muerte de Ana de Austria, mujer de Felipe II, en el año 1580 cuando ésta se encontraba en la ciudad, alojada en el monasterio, para hacer valer sus derechos sobre el trono de la vecina Portugal. La Reina estuvo enterrada en este monasterio durante un largo periodo de tiempo, hasta que fue trasladada al Monasterio de El Escorial. Por este y otros sucesos, el rey Carlos III otorgó al monasterio el título de "Real" poniendo su escudo de armas tallado en mármol en la portada del Monasterio en 1771.
Entre las muchas obras de arte que contiene el monasterio tal como tallas, retablos y pinturas de los siglos XVI, XVII y XVIII es necesario destacar el retablo mayor, tallado en madera y dorado, de estilo barroco, en el que está la Virgen de las Virtudes y Buen Suceso, del siglo XVI y que fue considerada patrona de Badajoz con anterioridad a la actual Patrona, la Virgen de la Soledad y que se la conocía popularmente como la "Morenita Antigua". Esta imagen provocaba gran devoción al rey Felipe II que la visitaba con frecuencia cada vez que iba a Badajoz, componiéndole una gran cantidad de "motetes".

### Convento de Nuestra Señora de la Merced (Las Descalzas) (sigloXVII)

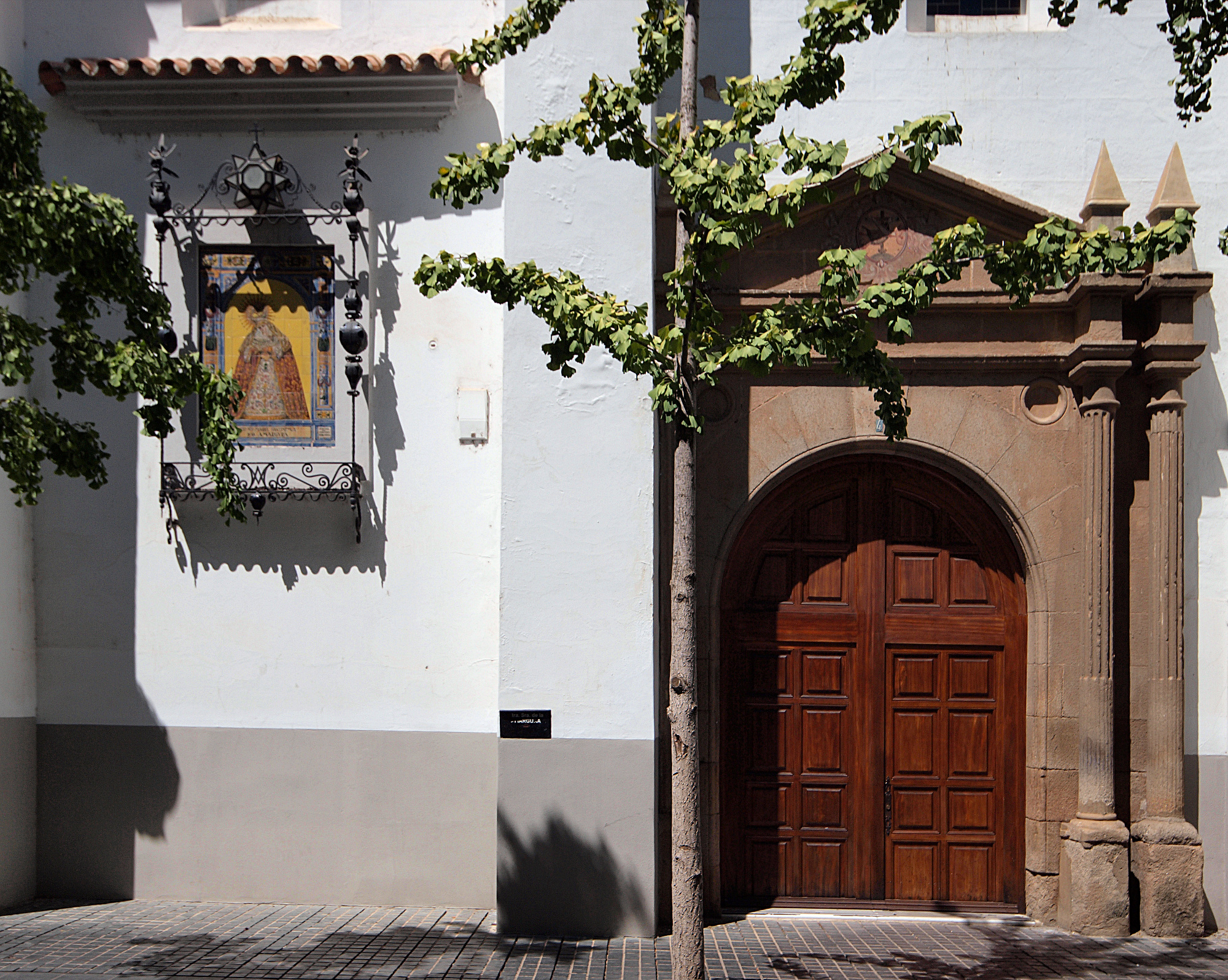
Convento de las Descalzas en la Plaza López de Ayala

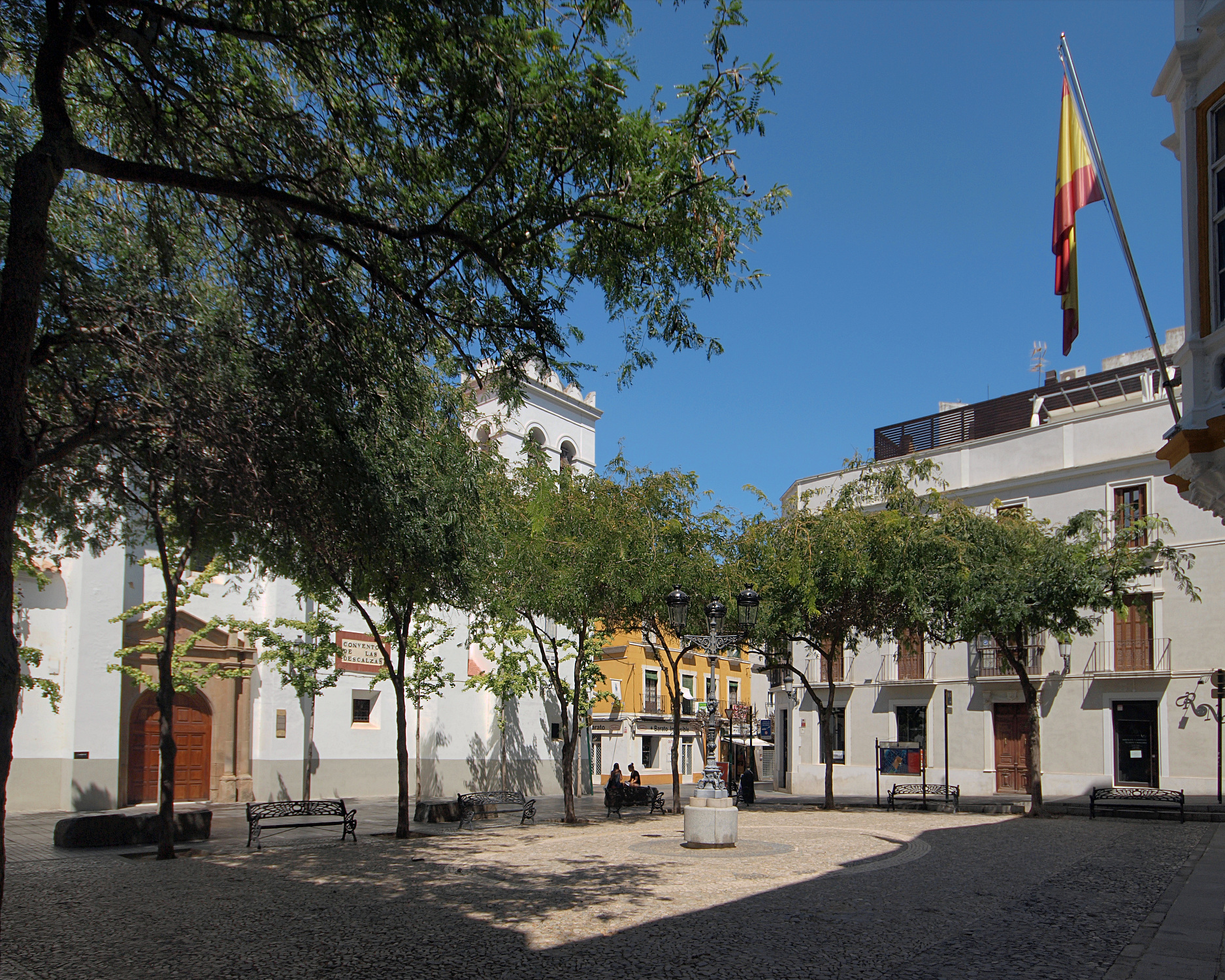
Convento de las Descalzas

El fundador de este convento fue fray Simón de Sousa de la orden de los mercedarios cuando era obispo de Badajoz. Corría el año 1311 y no fue terminado hasta el año 1700 gracias al apoyo del entonces prelado de la Diócesis Marín de Rodezno. Este convento es conocido popularmente por los pacenses como "Las Descalzas".
Los terrenos aledaños al convento y que formaban parte de él sufrieron las consecuencias de la desamortización y se subastaron sus tres quintas partes. El interior del convento es de una sola nave con bóveda de cañón. El coro, a nivel de la iglesia se sitúa a los pies de ella. El altar Mayor lo preside una imagen de la Virgen de la Merced y un sagrario con puertas cilíndricas que giran para ocultar o mostrar a los fieles la Custodia.
A ambos lados de la nave se encuentran dos magníficos retablos-altares del siglo XVIII, uno de ellos con la imagen del "Cristo de la Espina" y enfrente la de la "Virgen de la Amargura". El dato más relevante de la imagen del Cristo de la Espina o Nazareno, de gran devoción en la ciudad, es la espina auténtica de la corona de Cristo que se venera y conserva en el convento en un relicario de plata del siglo XVII. La autenticidad de esta espina está documentada por una Bula que el papa Clemente XIV dictó en 1774.

### Iglesia de Santo Domingo (sigloXVI)

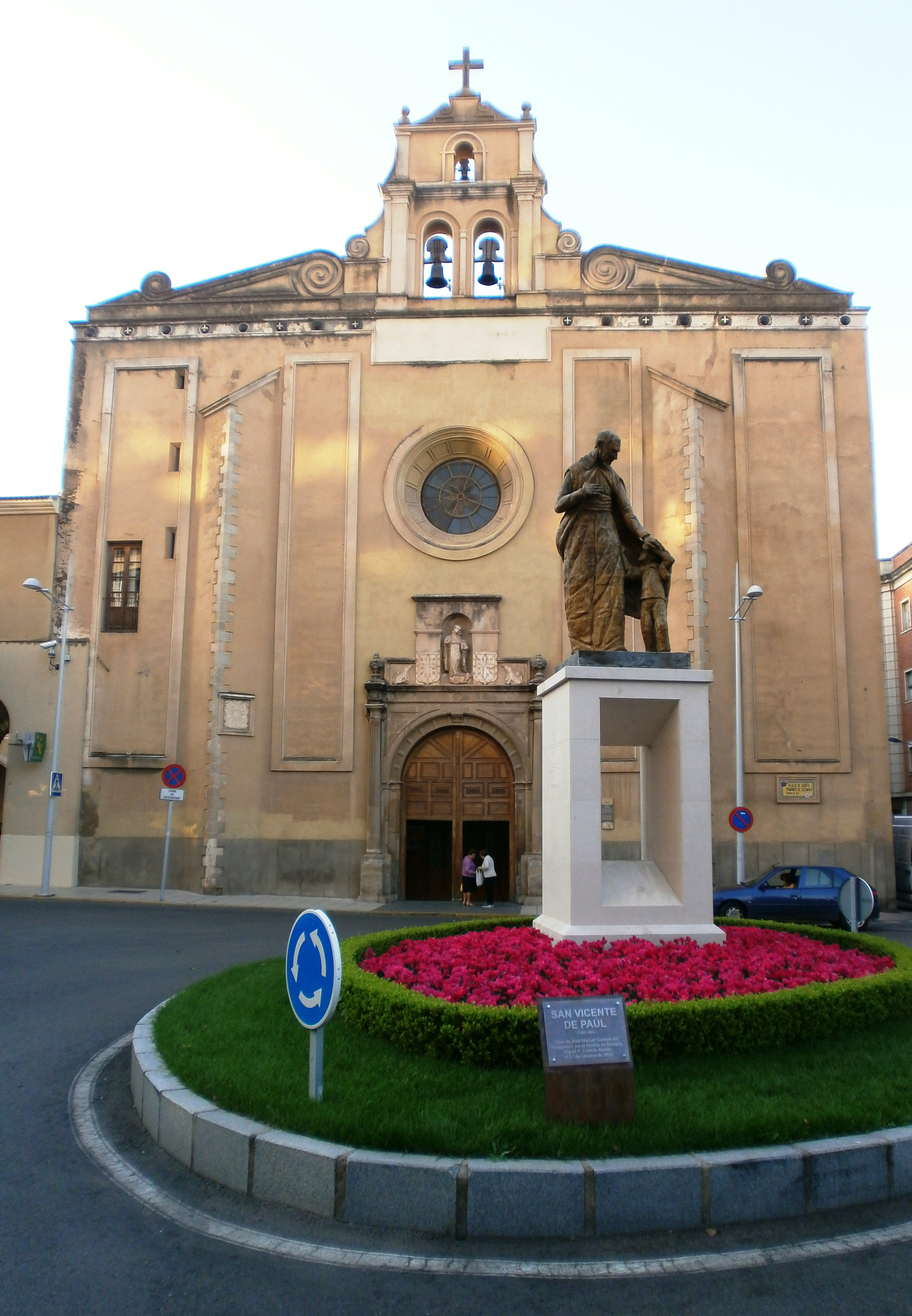
Iglesia de Santo Domingo y su estatua delante

Inicialmente formaba parte del Convento de Santo Domingo que se fundó en 1556, viviendo en él los padres dominicos. La Iglesia empezó a construirse al poco tiempo de la fundación, en el año 1563. Entre los artistas insignes que participaron en ella se encuentra Hans de Bruselas, autor junto a otros artistas de la magnífica sillería de la Catedral de San Juan Bautista.
Los frailes dominicos habitaron en el convento hasta la desamortización y exclaustración de los frailes en el año 1822. Después permanecer un periodo vacío, fue habitado por los Padres Paúles hasta el día de hoy.
La portada empezó a construirse en el siglo XVI y es de piedra labrada. La remata una escultura de Santo Domingo venciendo a la serpiente y flanqueada por escudos de la Orden Dominica. Como es tradicional, también le acompañan perros con antorchas en la boca.
Su interior es de enormes dimensiones que la hacen muy suntuosa. Sostienen a la iglesia grandes contrafuertes de piedra y siendo góticas las bóvedas que la coronan. Una imagen de grandes dimensiones de la Virgen Milagrosa preside el altar mayor.
Este templo es sede de una famosa y antigua Hermandad y Cofradía, fundada en 1603 por el gremio de los sastres. Su nombre completo es: Hermandad y Cofradía de penitencia de Nuestro Padre Jesús del Amparo, Dulce Nombre del Señor, Santísimo Cristo de la Fe y Nuestra Señora de la Piedad, María Santísima del Mayor Dolor, popularmente conocida como Hermandad de Santo Domingo (Badajoz). Se trata de la cofradía viva más antigua de la ciudad y continúa procesionando en Semana Santa el Miércoles Santo con las bellísimas tallas de Nuestro Padre Jesús del Amparo (Badajoz) (siglo XVII-XVIII) y la Virgen del Rosario (siglo XVIII), el Santísimo Cristo de la Fe (Badajoz) (siglo XIX), el misterio de Nuestra Señora de la Piedad (Atrib. Francisco Ruíz Amador, siglo XVIII) y María Santísima del Mayor Dolor (Badajoz) (Castillo Lastrucci-1939).

### Iglesia de San Juan Bautista (sigloXVIII)

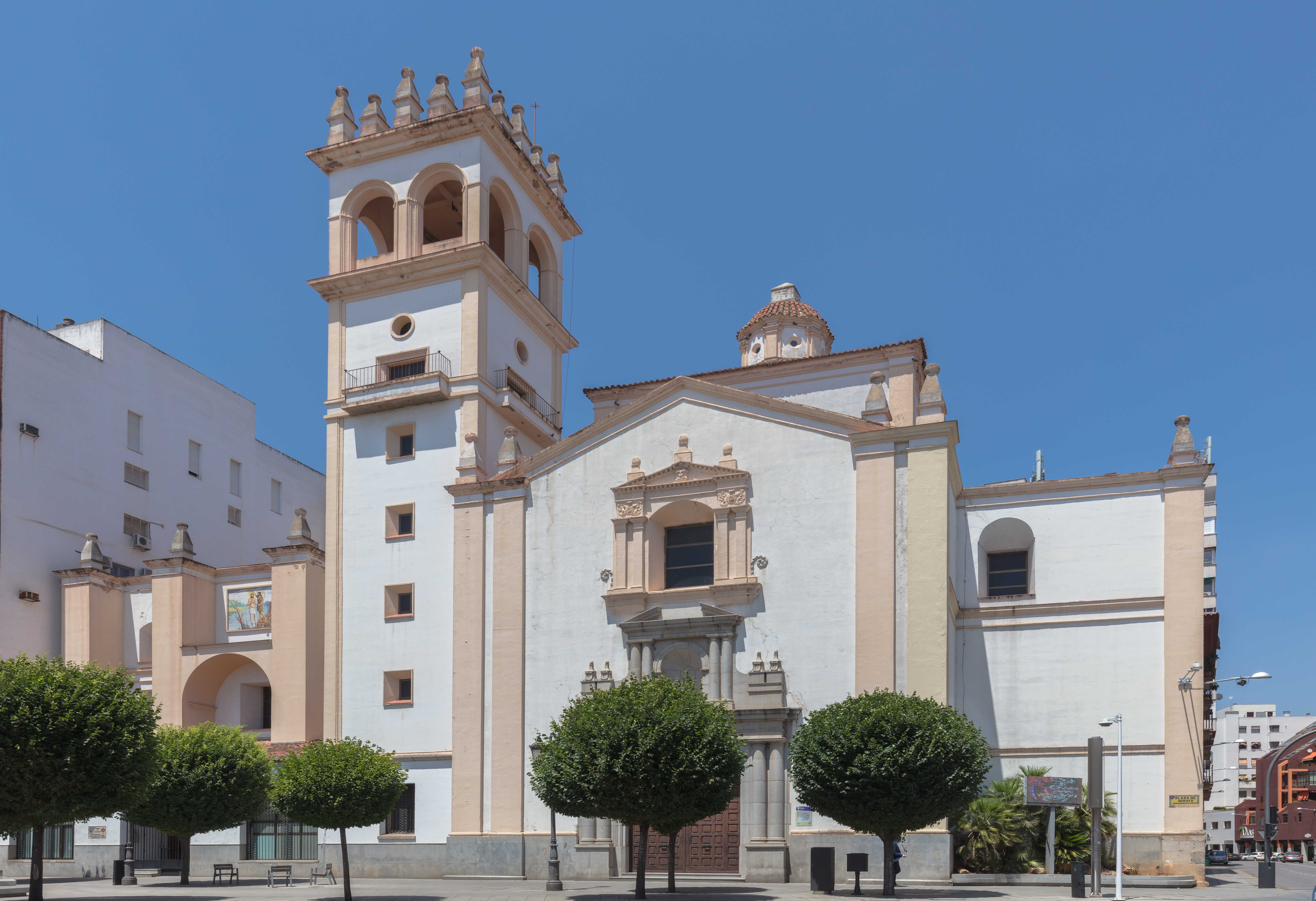
Iglesia de San Juan

Aunque al visitante le pueda parecer por su vista exterior una iglesia de construcción reciente, en realidad no lo es. Son las diferentes remodelaciones sufridas las que le dan esta apariencia; sin embargo se trata de un edificio verdaderamente histórico.
La iglesia acoge actualmente al Sagrario de la Catedral, con la que comparte su nombre, y aunque por las remodelaciones sufridas pueda parecer desde fuera una construcción reciente, estamos ante un edificio verdaderamente histórico.
El templo pertenecía al desaparecido Convento de San Francisco. Este centro religioso fue uno de los más importantes de la ciudad de Badajoz, fundado posiblemente en el siglo XIII. Las obras del mismo no finalizarían hasta el siglo XVIII, fecha en que Juan V, rey de Portugal, favoreció la construcción de la iglesia al celebrarse en Badajoz el doble enlace matrimonial de sus hijos en 1729. La boda se realizó en una iglesia provisional de madera construida al efecto sobre el río Caya, que hace de raya fronteriza con Portugal, de forma que cada cónyuge entraba en la iglesia y celebraba la ceremonia dentro de su país.
El edificio dio nombre al actual Paseo de San Francisco, donde se situaba el huerto de los religiosos.
Destaca la decoración barroca con estucados de la capilla del Sagrario como único elemento decorativo que se conserva junto con algunos detalles de la cúpula.

### Catedral de San Juan Bautista (siglos XIII-XVIII)

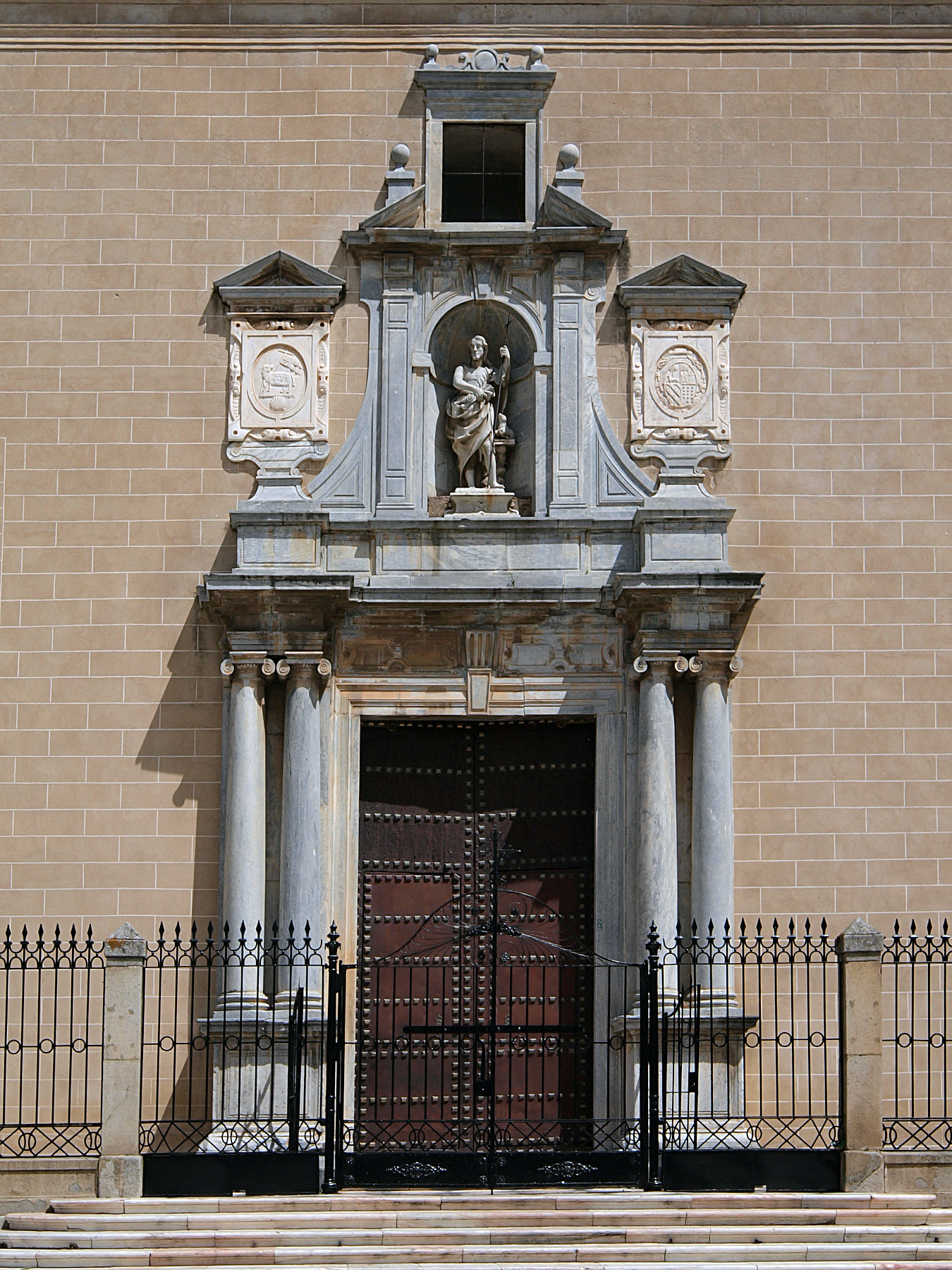
Puerta de la Catedral

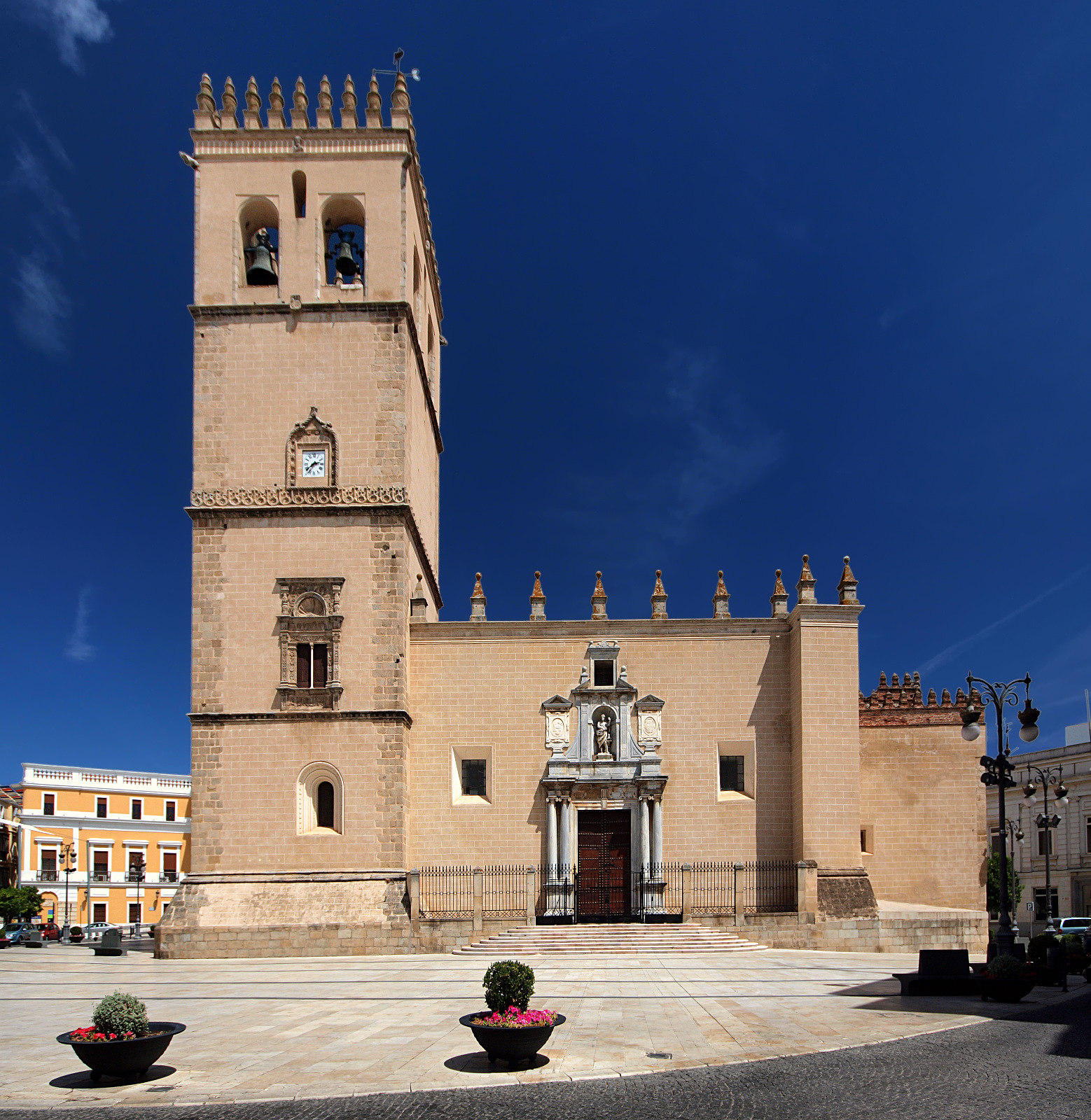
Catedral de Badajoz

La catedral mandada levantar por Alfonso X el Sabio en el siglo XIII, está declarada desde 1931 Monumento Histórico Artístico. Su aspecto exterior de fortaleza, motivado, posiblemente, por las continuas guerras que azotaban la ciudad, se contrapone con los tesoros que guarda en su interior. La fábrica es de mampostería revocada con sillares de refuerzo en la base de los muros, esquinas y en los elementos más importantes. En el exterior se reparten un buen número de escudos de obispos, junto con el de la diócesis y el de algunas familias nobles pacenses.
Destacan las tres portadas de acceso, siendo la denominada “del Cordero”, (la puerta norte) la más importante en otros tiempos, pues abriéndose hacia la Plaza de España era, debido a su situación, por la que solían entrar los obispos y reyes, celebrando estos últimos funciones y enlaces reales, como el de Juan I de Castilla con Beatriz de Portugal en 1383.
El interior del templo es de estilo gótico decadente y presenta planta basilical con tres naves de cinco tramos con crucero y cabecera para el Altar Mayor. La nave central mide 62,80 m de largo, 7,7 de ancho y 13,90 de altura. La torre data de 1542.
En su interior se pueden ver piezas de gran calidad. En primer lugar llama la atención su estupenda rejería de forja realizada en el siglo XVII y la monumental Lámpara Central de 102 brazos y 3750 kg. Mención aparte merecen los tres Órganos barrocos y la magnífica Sillería del Coro, tallada en el siglo XVI. El Retablo Mayor barroco es majestuoso, de 1717 y en la reciente restauración se han colocado en los pies del templo una de las mejores colecciones europeas de tapices flamencos del siglo XVI. El Claustro es de estilo gótico y manuelino de principios del siglo XVI y en él destacan entre otras obras la Lauda Sepulcral de D. Lorenzo Suárez de Figueroa, realizada en bronce negro en el siglo XVI y considerada una de las mejores de Europa.
Posee otros elementos destacados: retablos góticos y barrocos, pinturas, relieves, nterramientos, orfebrería, bóvedas de diversos estilos etc…. que se reparten por todo el templo y por las 12 capillas menores de las que dispone.
El Museo Catedralicio encierra grandes obras, como el relieve en alabastro de Settignano, del siglo XV, pinturas de Luis de Morales, gran Custodia Procesional del siglo XVI, además de pinturas, tallas y objetos de plata de diversas épocas.

### Iglesia de San Andrés (siglos XVI-XIX)

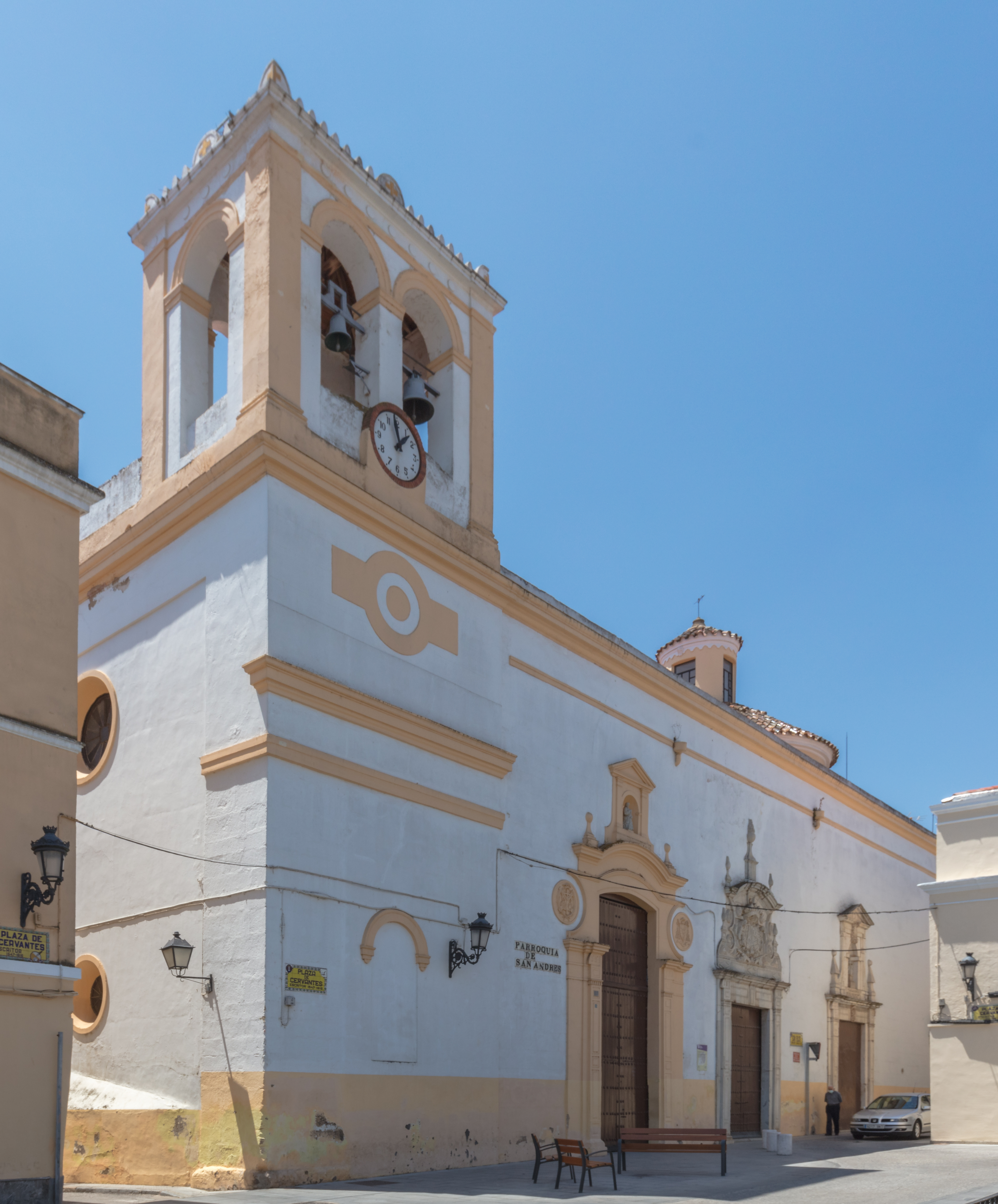
Iglesia de San Andrés

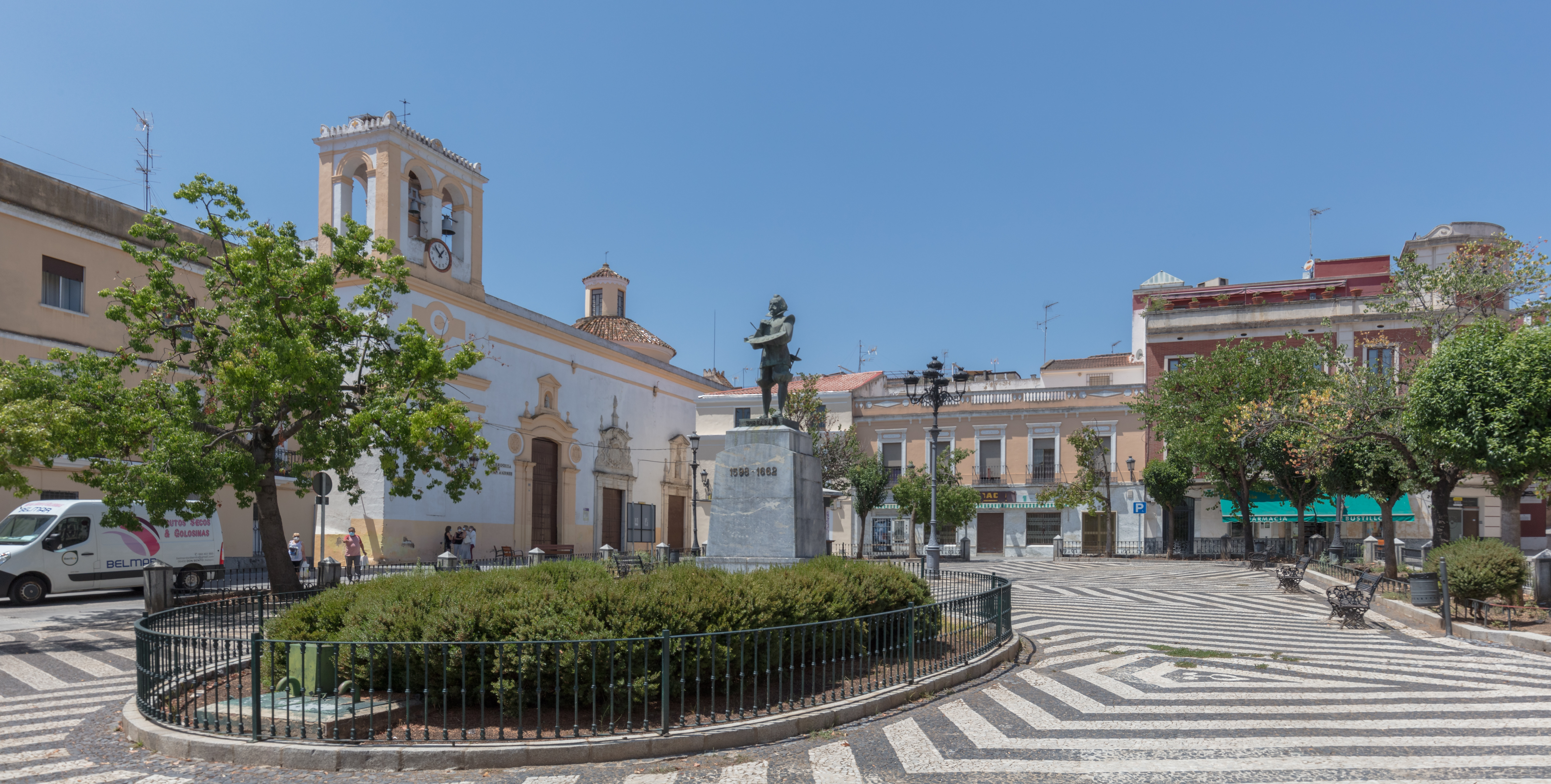
Conjunto histórico monumental de la emblemática Plaza de Cervantes, con la Iglesia de San Andrés y la estatua de Zurbarán.

La Iglesia de San Andrés Apóstol ya aparece en la primera división por parroquias que se realiza en Badajoz en 1274, tras la reconquista cristiana de Alfonso IX de León, derribada posteriormente, la actual iglesia pertenecía al antiguo convento de Madre de Dios de Valverde, del siglo XVI, y es fruto de importantes reformas realizadas en el siglo XIX. El edificio actual es fruto de importantes reformas realizadas en el siglo XIX. Exteriormente destaca una pequeña cúpula con linterna, la torre-campanario situada a los pies de la iglesia y las tres portadas; la más reciente fue construida para posibilitar la salida de los pasos de la Cofradía del Descendimiento y está rematada por una estatua de San Andrés, apreciándose a los lados los escudos de la Hermandad y el del Obispo Alcaraz y Alenda. Son de gran interés las dos portadas barrocas del siglo XVIII, luciendo una de ellas el escudo del Marqués de Monreal.
Interiormente el templo es de una sola nave con capillas intercomunicadas en la nave del evangelio. Entre sus bienes destaca un retablo del siglo XVI situado en un lateral del presbiterio, presidido por pinturas que representan el martirio de San Sebastián, atribuidas al círculo de Luis de Morales.

### Monasterio de Nuestra Sra. de los Ángeles (Convento de las Carmelitas) (siglos XVII-XVIII)
Se sabe que ya en el siglo XVII existía un beaterio en este lugar, denominado de “Nuestra Señora de los Ángeles” o de “San Antonio”, cuyas imágenes recibían la devoción popular en una pequeña capilla.
La construcción de la iglesia se debe al Teniente General D. Alonso de Escobar, muy vinculado también a la Iglesia de San Andrés. En 1730 llega a la ciudad el Obispo Amador Merino Malaguilla, que será el auténtico benefactor del convento, construyéndolo, enriqueciéndolo artísticamente y dotándolo económicamente.
Interiormente la iglesia es de una gran riqueza ornamental, procediendo casi todos sus elementos del siglo XVIII. La recargada decoración del templo es de gran belleza, utilizándose pinturas murales y destacando motivos vegetales, óleos sobre la vida de santos, medallones, guirnaldas, espejos pintados, etcétera.
El homogéneo conjunto se completa con varios retablos barrocos de gran calidad, entre los que destaca el que cubre el altar mayor.

### Iglesia de la Concepción (sigloXVIII)
Iglesia de la Concepción

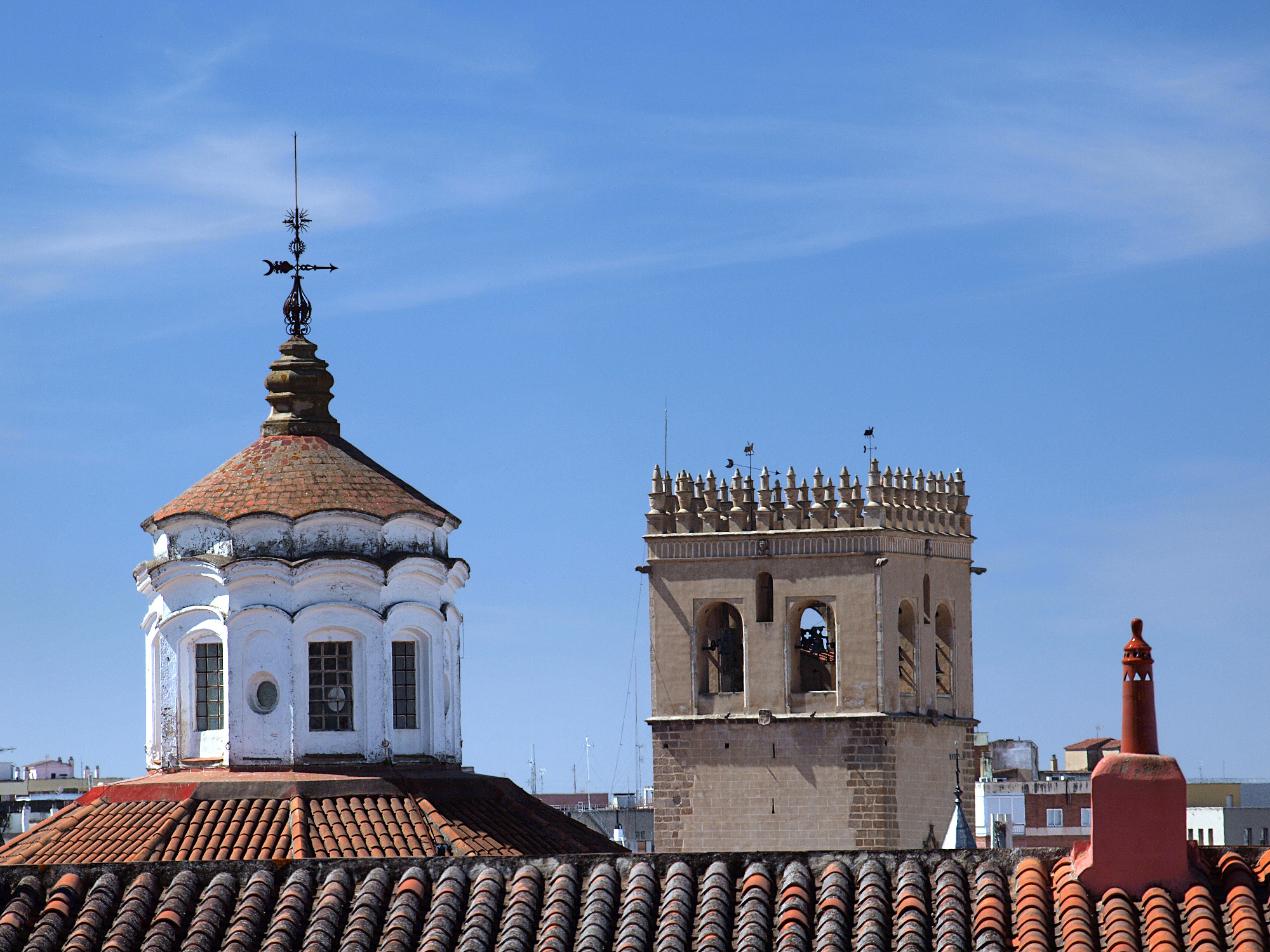
Alto de la cúpula de la Iglesia de la Concepción, junto a la torre de la Catedral.

La primitiva Iglesia de la Concepción databa del siglo XVI y, junto con el hospital del mismo nombre, se asentaba en el terreno que hoy ocupa el vecino Convento de los Remedios. La traza actual de la Iglesia de la Concepción se fija en 1768 y se atribuye a uno de los mejores arquitectos del siglo XVIII español, Ventura Rodríguez, colaborador también en el Palacio Real de Madrid; esto explica la belleza de este magnífico edificio que marca un auténtico hito en su estilo en el patrimonio monumental extremeño.
Destaca exteriormente por su gran cúpula central, visible desde cualquier punto de la ciudad, formando parte de uno de sus perfiles más definitorios. Cuenta con dos portadas de cantería labrada de típica ejecución portuguesa de estilo tardobarroco, presentando los escudos de la Orden Franciscana enmarcados por rocallas. Sobre ellas se abren dos hornacinas actualmente vacías y entre ellas destaca el magnífico escudo de Manuel Godoy. Interiormente la planta del templo es circular o elipsoidal. Un precioso templete construido en 1876 alberga a la imagen titular, la Inmaculada Concepción, obra del siglo XVIII.
Destaca la cúpula de la capilla lateral, hoy capilla del Sagrario, con estucados barrocos policromados del siglo XVIII, donde reciben culto las imágenes titulares de la Cofradía de Jesús de la Humildad y la Virgen de los Dolores, tallas anónimas del siglo XVII.
Desde 1986 reside aquí una comunidad de Hermanas del Buen Pastor que realiza una importante labor social en el barrio a través del Equipo de Solidaridad.

### Antigua Iglesia de los Jesuitas /Antiguo Convento de Santa Catalina (sigloXVI)[9]
Primitivo Convento de Santa Catalina, que fue ocupado en 1635 por la Compañía de Jesús, donde además se asentó un afamado Colegio. Se encuentra en la actual Plaza de Santa María, aunque en aquella época se extendía por la calle Montesinos, incluyendo el Arco de la calle Soto Mancera. Expulsados los Jesuitas en 1767, se traslada allí la parroquia de Santa María del Castillo.
En el pasado siglo alojó un almacén de materiales de construcción. Hace años se procedió a la rehabilitación de las dependencias que aún se conservaban.
El antiguo convento de Santa Catalina se encuentra en la actual plaza de Santa María, frente al Museo de la Ciudad, y fue fundado en 1515. En 1623 las monjas que lo ocupaban abandonaron el convento. Algunos años después de ser abandonado, en 1633, los Jesuitas se instalaron en él. Éstos arreglaron el convento y lo ampliaron, compraron casas lindantes para abrir ante la fachada de la antigua iglesia del convento una plazoleta, la actual Plaza de Santa María. Compraron también la edificación al otro lado de la actual calle Soto Mancera, tendiendo un arco de unión (Arco de la calle Soto Mancera), que aún subiste, para facilitar el paso de los religiosos entre su Residencia y el Colegio, edificio que más tarde fue llamado Casa de las Aguas.
En 1767 los Jesuitas fueron expulsados de España (el escudo real de Carlos III figura desde entonces en la portada de la fachada de la antigua iglesia del convento). El convento pasó a poder municipal y eclesiástico, teniendo diferentes usos, hasta su conversión en viviendas particulares en el siglo XIX. El edificio de las escuelas o Casa de las Aguas fue demolido en 1997 para construir posteriormente la residencia de estudiantes Julio Cienfuegos. El convento fue rehabilitado en el año 2001 y pasó a formar parte de dicha residencia. En 2010 acogerá la sede la Concejalía de Cultura.
El claustro es de planta cuadrada de unos 10 m de lado, con doble galería. La planta inferior está constituida por tres arcos rebajados que apoyan en pilastras de capitel sencillo, y entre cada par de pilastras se alza un poderoso contrafuerte que llega hasta el piso superior, existiendo dos en cada lado. Las esquinas se resuelven por adosamiento de dos pilastras. La galería superior está constituida por columnas sencillas que apoyan en balaustrada y sendas pilastras de la misma altura.

### Antiguo Convento de las Trinitarias o de los Remedios (siglos XIV-XIX)[9]
El origen, historia y evolución histórica de este edificio está poco estudiado. Se sabe que en ese lugar se erigieron la Ermita de la Paz (siglo XIII, recuperada a los musulmanes), la Parroquia de San Salvador y el Hospital de la Concepción (mediados del siglo XIV). En la calle San Lorenzo se conserva una portada de este hospital, de tipo mudéjar, realizada en ladrillo con arco apuntado enmarcado por alfiz.
El acceso a las dependencias del convento se realiza por la calle Concepción Arenal, a través de una amplia escalinata que salva el desnivel existente en la zona. A través de la escalinata se accede a la capilla del convento que abre su portada en arco apuntado y abocinado. Sobre ella abre un rosetón de iluminación y se remata en espadaña de triple campana. La capilla es de una sola nave con bóveda de crucería sencilla y bóveda estrellada en el presbiterio. A los pies se encuentra un coro alto. Hay también coro en la cabecera, y diversos accesos al interior del convento.
La portada de la iglesia está formada por un arco rebajado y abocinado. Sobre él, relieve en mármol con un angelote que sostiene la cruz trinitaria. Sobre la portada un rosetón abocinado ilumina el interior de la nave y la fachada remata con una espadaña con tres huecos de campanas.
El altar mayor lo conformaba un retablo de madera dorada, en madera pintada, de estilo barroco y de finales del siglo XVII o principios del XVIII. Estaba compuesto por dos pisos y tres calles, adornado por columnas salomónicas, con racimos y hojas de vid, sostenidas por angelotes atlantes y rematadas por capiteles y arquitrabes quebrados. Destacaban las tallas del Crucificado y de una Dolorosa y esculturas modernas que representan al Misterio de la Trinidad y a los santos fundadores de la Orden Trinitaria San Juan de la Mata y San Félix de Valois. En la calle central del segundo cuerpo, escultura en madera policromada de la Virgen de la Paz. Diversas pinturas completaban el conjunto, representando a santos trinitarios y un Nazareno ayudado por el cirineo. En 1546 Luis de Morales pintó para esta capilla La Virgen del Pajarito.
Aunque este edificio se encuentra inventariado como "Arquitectura singular con carácter monumental" en el Catálogo del P.G.M. de Badajoz, posee un Grado de Protección "B" y está inscrito en el Catálogo General del Patrimonio Histórico de Extremadura, desde el abandono del edificio, en el año 2002, ha sufrido el expolio de todos sus elementos ornamentales, puertas de madera, etc. También ha desaparecido la reja del coro, hecha de forja y que daba un lustre especial a la capilla, donde las figuras de santos y angelotes de escayola han sido sustraídos, igual que el escudo de la puerta, el cual se aprecia que ha sido retirado impunemente con un cincel. El retablo barroco de finales del siglo XVII o principios del siglo XVIII que cubría el altar mayor ha desaparecido. El edificio sufre un grave peligro de hundimiento, y sobre él pende la amenaza de derribo para construcción de viviendas.

### Antiguo Convento de Santo Domingo (sigloXVI)[9]
Este edificio ha llegado hasta nuestros días profundamente alterado. El original Convento de Santo Domingo se estableció en 1510. La capilla del convento (actualmente Iglesia de Santo Domingo) se construyó entre 1563 y 1587, sobre una anterior. El convento fue suprimido en 1822. A partir de 1841 comienza a tener diversos usos públicos, así como matadero y cuartel. La huerta del convento fue segregada pasando a manos privadas. Al igual que ocurriera con otros conventos antiguos de Badajoz, la capilla fue también segregada quedando como iglesia independiente (Iglesia de San Agustín, Iglesia de la Concepción, Iglesia de San Andrés, etc.). Entre 1877 y 1890 fue anexado al Cuartel de Santo Domingo. Posteriormente, en el siglo XIX albergó una cárcel. Durante las reformas urbanísticas de los años 50 y 60 (siglo XX) se eliminó el Cuartel de Santo Domingo, el atrio de la iglesia y un ala del convento, quedando visible el claustro desde el exterior. En la actualidad está ocupado por dependencias de la Guardia Civil.

### Antiguo Convento de San Gabriel (sigloXVIII)[9]
En 1740 los frailes franciscanos se instalaron en este lugar, abandonando su anterior ubicación extramuros. Entre 1770 y 1782 se construyó la iglesia del convento, llamada entonces Iglesia de San Gabriel. Posteriormente los frailes serían exclaustrados (1835), y en 1840 se venderían las dependencias del convento. La iglesia quedó abierta al público, trasladándose a ella en 1838 la Parroquia de la Concepción, la cual permanece hasta la actualidad (Iglesia de La Concepción).
Las instalaciones del convento ocupaban toda la manzana comprendida entre las calles San Juan, San Gabriel y Bravo Murillo. Cuando las dependencias fueron desamortizadas quedaron fragmentadas en las edificaciones colindantes que apreciamos hoy día en esta manzana.
En ellas aún se aprecian elementos importantes del convento en su interior, y en algunos casos en el exterior. En lo que se refiere al interior, la parte del convento situada los pies de la iglesia conserva el claustro, con arquería de medio punto en la planta baja y pilastras sobre arcos dóricos de doble orden. El ala del claustro que todavía pertenece a la iglesia está cubierta con una bóveda de lunetos y arcos que descargan en pilastras. Y en lo que se refiere al exterior, en las tres fachadas del antiguo convento se aprecian elementos como cornisas y pilastras, entre los huecos de las construcciones que se adaptaron sobre el convento.

### Antiguo Convento de las Clarisas (sigloXVy posteriores)[9]
Este edificio (declarado Bien de Interés Cultural en 1989) de dos plantas, ocupa una parcela de 890 m². Destaca en su interior un patio con galería perimetral formada por arcos de medio punto apoyados en pilares de ladrillo de forma cuadrada. Se cree que el edificio albergó un convento franciscano en los siglos XV y XVI. Durante el último tercio del siglo XIX sus dependencias sirvieron como Asilo de Ancianos Desamparados. Ya en el siglo XX, fue una casa de vecinos, hasta los años 80, cuando fue abandonado.

### Ermita de Pajaritos

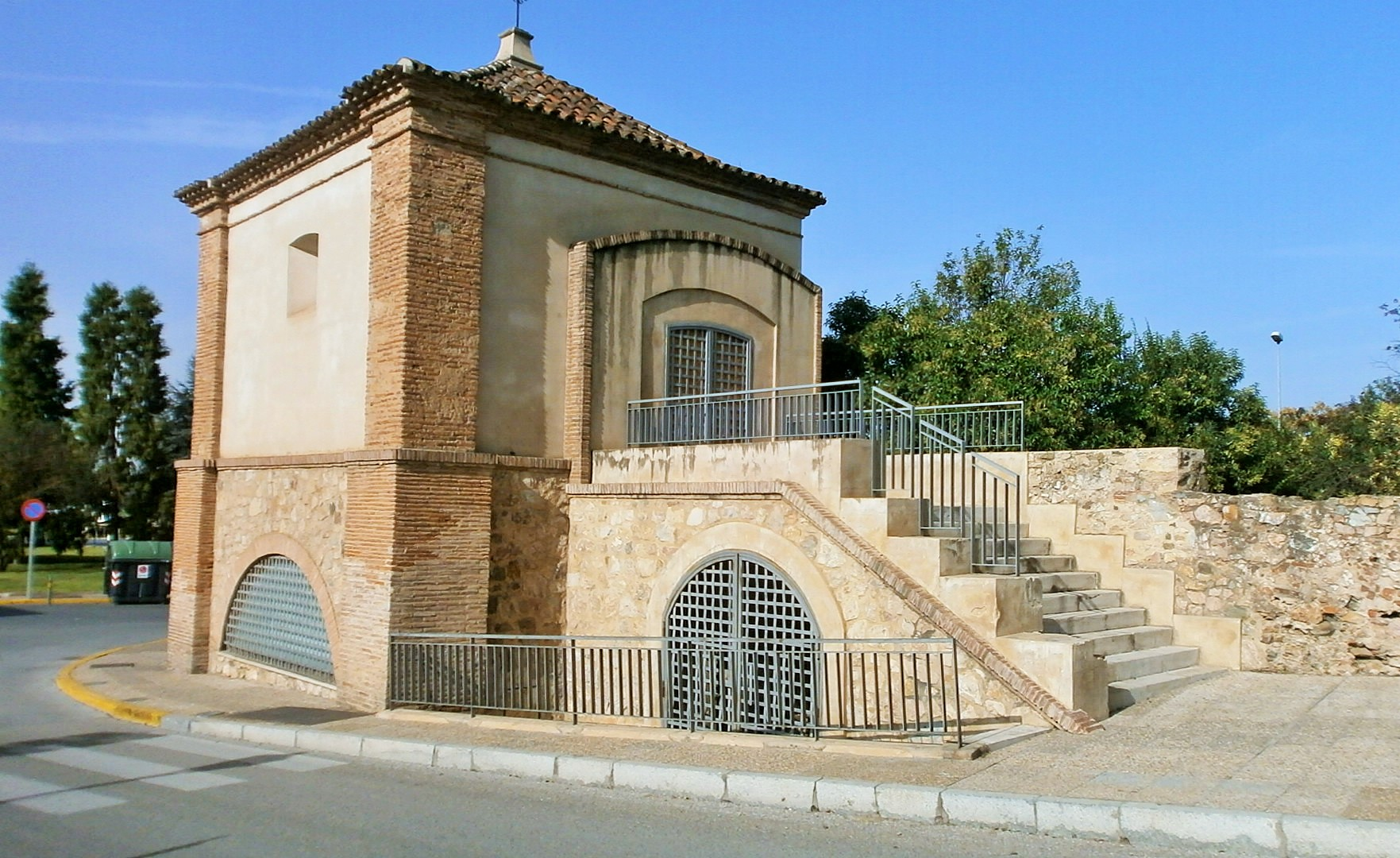
Ermita Pajaritos

Situada en el exterior de la Alcazaba, se trata de una modesta construcción de reducidas proporciones y sencilla arquitectura, pero de muy significadas connotaciones para la ciudad. La edificación se concreta como edículo de planta cuadrada, con cubierta de teja árabe de cuatro aguas, y puerta de severo diseño sobre cuatro escalones, carente de todo elemento formal de intención decorativa. De origen posiblemente musulmán, su presencia fue respetada por las sucesivas remodelaciones de los sistemas fortificados en ese ámbito. La obra se sitúa cerca de las que fueran puertas Nueva, de Carros o Yelbes, y de Pelambres, de la Muralla Vaubán, en el lugar conocido como "el Monturio", frente al río Guadiana, en la desembocadura de las calles Morales y San Atón. En la capilla dispuesta en el segundo piso con ocasión de las reformas realizadas en el siglo XVI, estuvo colocado uno de los cuadros más tempranos de Luis de Morales: "La Virgen del Pajarito", circunstancia de la que deriva su denominación. Leyendas sin otro valor que la antigüedad, sitúan en esta ermita el taller del mencionado pintor pacense, e incluso su propia morada, y la anécdota del encuentro del artista con el rey Felipe II, en cuya ocasión, éste concedió a Morales, ya viejo y pobre, una pensión de doscientos ducados.

### Ermita de San Isidro
La historia de la Ermita de San Isidro se remonta a la década de 1950, cuando la Hermandad de Labradores y Ganaderos de Badajoz pidió permiso para construir un templo en honor al Patrón de los Campos.

### Antigua Iglesia de la Consolación[17]
La antigua Iglesia de la Consolación contaba con hospedería. De momento, se desconoce la fecha exacta de su construcción, pero se cree que se levantó sobre otra construcción previa. La torre no se conserva. La entrada al recinto se hacía por un arco ojival de ladrillo, y el acceso a la iglesia se realizaba mediante un arco de ladrillo, de estilo mudéjar, rematado con alfiz. Esta puerta se encuentra actualmente tapiada. La iglesia cuenta además con ventanas, también de estilo mudéjar, en ladrillo y con alfiz.
En el interior se aprecian numerosas pinturas y ornamentaciones, en lamentable estado. Durante el siglo XIX se utilizó como cementerio, estando enterrada en ella personajes de la ciudad como el capitán general Arco Agüero. En el transcurso de los años, el vandalismo y el abandono han provocado que todas las tumbas hayan sido profanadas y estén casi destruidas.

### Antigua Ermita del Rosario (sigloXV)[17]
Esta ermita es originaria del siglo XV. Durante la Guerra de la Independencia Española (1808–1814) fue utilizada como polvorín, y quedó semidestruida. Sólo se conserva parte de la nave, el ábside, algunas salas y un pozo. Se sabe que estaba englobada en un recinto con hospedería y casa para el ermitaño.

### Antigua Iglesia de Santa María de Calatrava o de los Freires (sigloXIII)[17]
La Iglesia de Santa María de Calatrava o de Los Freires fue levantada tras la conquista cristiana de la ciudad. Por los textos que han llegado hasta hoy se sabe que constaba de tres naves, con arcos de ladrillo sobre pilastras de mármol, con tres portadas y tres altares. El altar mayor contaba con la imagen de Ntra. Sra. de Calatrava. En el lado derecho de la entrada se encontraba la torre. En la cabecera (cerca del Antiguo Pabellón de Autopsias) se aprecia el ábside central, donde se situaba el altar. Debido al estado de abandono y ruina, en la actualidad sólo encontramos restos de las paredes y de las entradas, los peldaños de acceso, algunas de las columnas, y otros elementos como una pila bautismal, etc. Los matorrales, hierbas, escombros y basuras ocultan estos.

### Antigua Ermita de San Pedro[17]
En el lado izquierdo de la carretera que se adentra en la Alcazaba, encontramos unos restos que pudieran ser los del antiguo Cuartel de Infantería contiguo a la Ermita de San Pedro, según el plano de José de Gabriel y Estenoz, de 1803. Parte de los restos desaparecieron al construir la calzada.
Según este plano, la Ermita de San Pedro y el Cuartel de Infantería se encontrarían apartados de la muralla, y entre la torre albarrana y la segunda torre adosada contando desde la Puerta de Yelves. No parece que los restos que encontramos más arriba en la misma carretera sean los restos de la Ermita de San Pedro, puesto que según el mapa esta casa estaba a la altura de la segunda torre adosada contando desde la Puerta de Yelves, y muy próxima al adarve de la muralla.

### Antiguo Hospital Católico Provincial de San Sebastián, Badajoz (sigloXVII)
Actual parador de turismo de Badajoz.

### Ermita de Bótoa

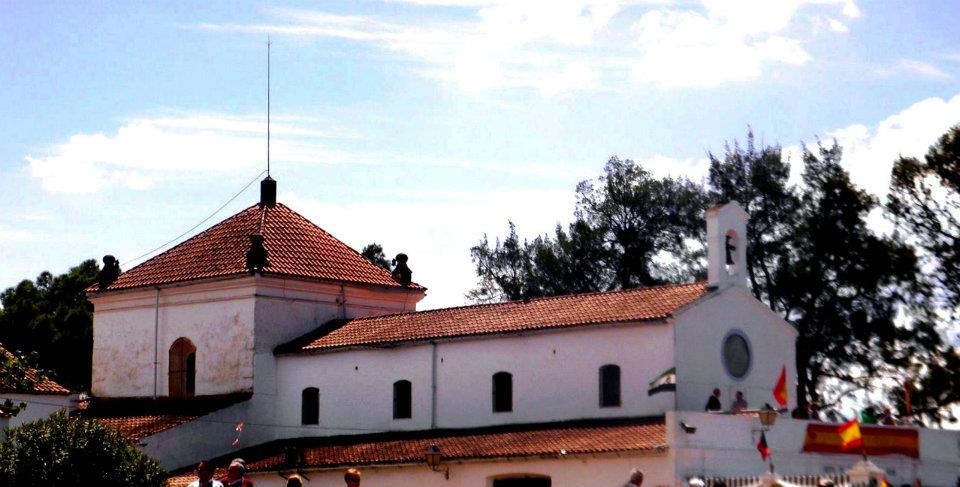
Ermita de Bótoa

### Antigua Catedral (Mezquita-Catedral) de Santa María (sigloXIII) / Torre de Santa María

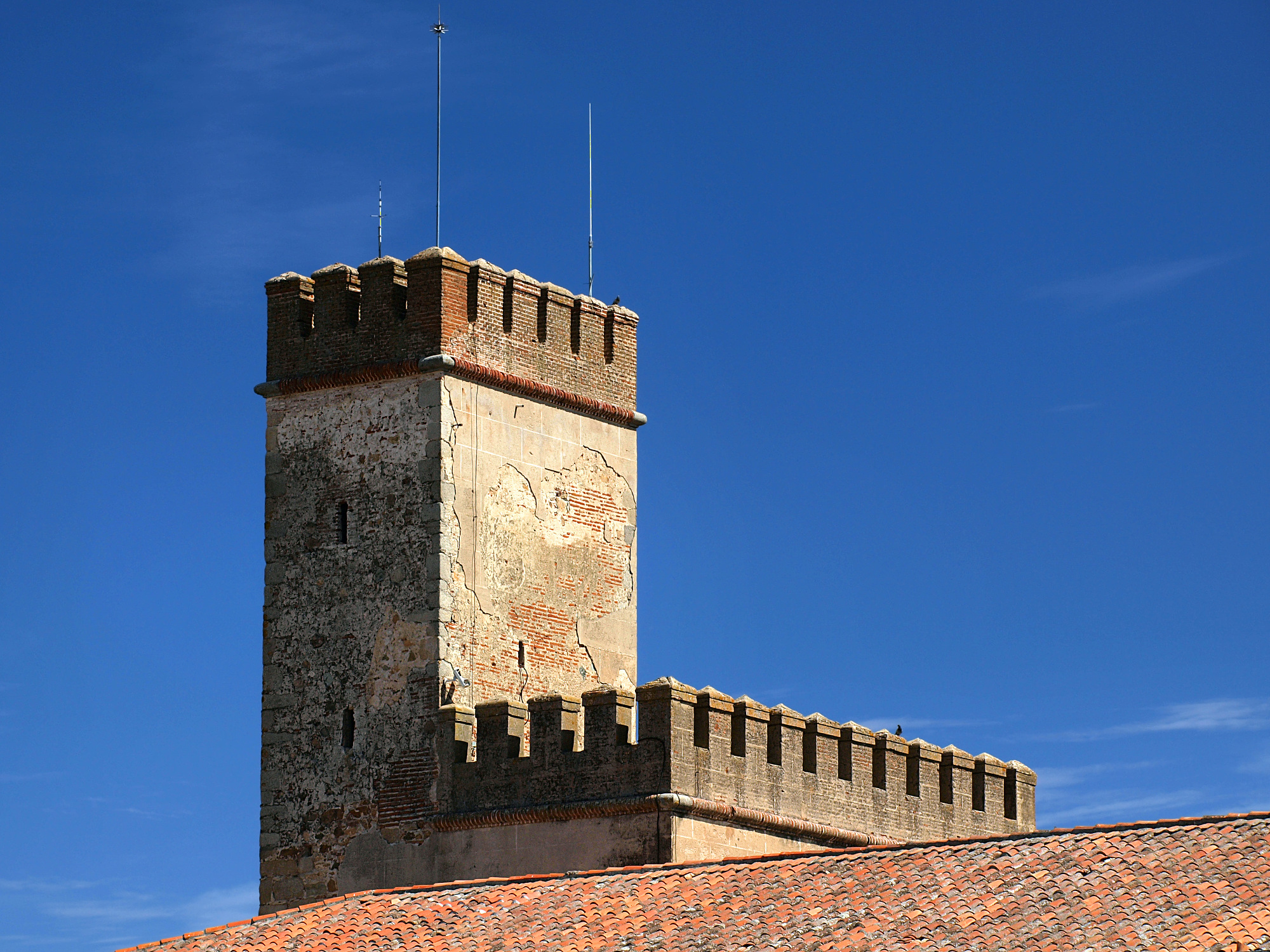
Torre de la Catedral de Santa María

Junto con algunos restos arqueológicos es lo que nos queda de la primitiva Catedral de Ntra. Sra. del Castillo o del Obispal, de Badajoz (Mezquita-Catedral), erigida sobre una antigua mezquita árabe tras la conquista cristiana de 1230. En realidad son dos torres adosadas construidas en mampostería de piedra, luciendo una de ellas un relieve de mármol de la Virgen con el niño y debajo el escudo de D. Gómez Suárez de Figueroa, quien costeó su realización y se enterró en la iglesia. La torre de menor altura fue levantada por el obispo D. Juan de Morales, obispo de Badajoz entre 1418 y 1443. Pasa por ser el punto más alto de la ciudad.
- Cruz Villalón, María: La Mezquita-Catedral de Badajoz. (enlace roto disponible en Internet Archive; véase el historial, la primera versión y la última).

### Antigua Ermita de Santa Marina[18]
Existen numerosas referencias documentales a una antigua Ermita de Santa Marina, que sin embargo no permiten ubicarla con exactitud, y de la que no se conocen restos. Según las fuentes, estaba extramuros, si bien no se sabe si en las cercanías de la actual Puerta de Palmas, o de la antigua Puerta de Jerez (o de Santa Marina), sustituida en 1692 por la actual Puerta del Pilar. Hay quien la ubica en el actual barrio de Santa Marina, o bien más lejos de los muros de la ciudad, en la actual barriada de María Auxiliadora. Incluso hay quien la remite a leguas de la ciudad, en las cercanías de Valverde de Leganés.

## Antiguas Mezquitas de Badajoz
- La Mezquita de Ibn Marwan (enlace roto disponible en Internet Archive; véase el historial, la primera versión y la última).

Ibn Marwan fundó varias mezquitas. La mezquita más importante, llamada Mezquita Mayor, tenía cinco naves separadas por arcos apoyados en columnas, y contrafuertes exteriores. Para su construcción se reaprovecharon elementos romanos y visigodos, como columnas y capiteles (como en cualquier medina musulmana). Fue transformada en templo cristiano tras la Reconquista, convirtiéndose en la Iglesia de Santa María de la Sée o del Castillo, antigua catedral de la ciudad hasta la construcción de la actual. El Palacio o Alcázar de los Aftásidas se encontraba también en la zona protegida por las torres defensivas que se levantó en la zona próxima a la Mezquita Mayor. Sobre el mismo lugar en que se levantaban ambas construcciones se edificó el antiguo Hospital Militar, hoy reconvertido en Biblioteca de Extremadura y Facultad de Biblioteconomía y Documentación de la Universidad de Extremadura.
Actualmente solo se conserva la torre de la iglesia de Santa María del Castillo (que con anterioridad fue minarete), restos del Mihrab y otros elementos de la mezquita (que se encuentran en el interior de la facultad), varias columnas visigodas que fueron parte de una iglesia medieval y unos baños árabes que han sido hallados en recientes actividades arqueológicas.
Al parecer, en el lugar donde se encuentra la actual Iglesia de San Agustín, estuvo la Mezquita Mayor, que hubo en el exterior de la alcazaba.

## Antiguas Sinagogas de la Judería de Badajoz
Tras la toma de Badajoz por las tropas cristianas de Alfonso IX de León, el 19 de marzo de 1230, a los antiguos moradores se les respetó parte de sus bienes, pero por lo general fueron desalojados de sus viviendas siendo ocupadas por los cristianos.
La población musulmana se fue ubicando entre la Torre de la Atalaya y la orilla del Rivillas, esta zona es la que propiamente podemos considerar la morería de Badajoz, que comprendía las actuales calles de Campillo, Constantina, Jarilla, Peralillo, Castillo, Concepción y limitando con la judería en su borde occidental, calles Arjona, Cerrajería y San Lorenzo.
Los judíos vivían en Badajoz diseminados por la ciudad, aunque seguramente se produciría una mayor concentración en las cercanías del castillo, donde había una sinagoga en torno a la cercana plaza principal, hoy Plaza Alta. Cuando en 1480 se ordena el apartamiento de los judíos, se formaría el barrio que ha quedado como judería y donde seguramente ya vivían muchos de ellos.
Tenemos noticias de dos sinagogas en Badajoz. Una pudo situarse en el castillo y la otra en la esquina de la calle Norte con Concepción.
La judería de Badajoz estaba pues, próxima a la Plaza Alta, alrededor de la plazuela de Santa María debajo de la cual se ubica actualmente el aparcamiento municipal. Las calles principales de la judería eran Zapatería, del Burro (hoy calle Norte), Arjona, Cerrajería (hoy Brocense), Corregidores (hoy Soto Mancera) y San Lorenzo.
De la judería de Badajoz se conoce muy poco a pesar de que albergó durante cierto tiempo un buen número de familias de origen hebreo. Según diversos historiadores, la judería ocuparía las traseras de lo que hoy conocemos como Plaza Alta, de la que se tiene constancia de dos sinagogas.
La casa que ocupa la esquina entre las calles Norte y Encarnación, en la plaza de Santa María, alberga en su interior elementos arquitectónicos e indicios de haber sido la primera sinagoga de Badajoz, en un amplio barrio judío, junto a la Plaza Alta y la Plaza de San José, siendo de las más importantes de la región. Supone el primer templo judío, de los siglos XI al XIII, la otra debió estar, al parecer, en el interior de la alcazaba árabe. La casa alberga estancias que podrían ser las salas de hombres y mujeres, y una nave abovedada con conducción de aguas, y al lado habría una escuela.
La comunidad judía de Badajoz comenzó a asentarse y a crecer a comienzos del siglo XI, cuando la ciudad pacense se convirtió en capital de un reino bereber que se extendía hasta la mitad de la Lusitania romana. La artesanía y el comercio, y éste con carácter hasta internacional, eran sus actividades más importantes. En los archivos de El Cairo hay documentos que describen actividades comerciales de los judíos de Badajoz con ciudades del Oriente.
El barrio judío o judería pacense se extiende además de la plaza Alta por las calles Encarnación, Norte, Moreno Zancudo, San Lorenzo, Soto Mancera, parte de San Pedro de Alcántara, El Brocense y Concepción Arenal, con las que también se identificó en un tiempo con el conocido como Barrio Chino, que fue otra de las características aplicaciones de las antiguas juderías. Rodeada de casas de canónigos y caballeros, una de las sinagogas estuvo emplazada en el castillo y la otra en la calle de San Lorenzo.
La Judería de Badajoz fue una de las más grandes de España en la segunda mitad del siglo XV. Esta aljama pasó por todas las vicisitudes del judaísmo hispano.